# Vallgraven
O Vallgraven – literalmente Fosso defensivo - é hoje em dia um canal do centro histórico da cidade de Gotemburgo, na Suécia.

Liga o rio Gota em Rosenlund ao Grande Canal de Gotemburgo em Slussplatsen. Foi construído em 1620-1622, na altura da fundação de Gotemburgo, e foi durante muitos anos uma parte fundamental do sistema defensivo da cidade, tendo em vista as ambições dinamarquesas e norueguesas na região. No lado da cidade havia uma muralha de 7 metros de altura, com 13 bastiões, 7 revelins e 3 portões, e no lado do campo havia um terreno aberto, ao alcance das armas de fogo das forças de defesa da cidade.